# Avalská televizní věž
Avalská televizní věž (srbsky v cyrilici Авалски торањ, v latince Avalski toranj) je 205 metrů vysoká telekomunikační věž v Srbsku na hoře Avala 16,5 km jižně od Bělehradu. Věž byla záměrně zničena během bombardování Jugoslávie silami NATO 29. dubna 1999. 21. prosince 2006 byla zahájena výstavba nové věže, roku 2010 byla opětovně otevřena.

## Původní věž
Vysílač byl navržen architekty Uglješou Bogdanovićem a Slobodanem Janjićem, stavbu vedl Milan Krstić. Stavba byla zahájena 14. října 1961 a dokončena o čtyři roky později. Jednalo se o poměrně originální projekt, celá věž vážila 4000 tun a byla postavena na třech nohách. Ve výšce těsně nad sto metrů byly situovány místnosti s prosklenou stěnou a s vyhlídkou a restaurací. Přístup do ní byl zajištěn po vstupní lávce a rychlovýtahem. Na samém vrcholku věže pak byl umístěn televizní vysílač.

## Útok NATO
Během bombardování Jugoslávie se NATO pokusilo přerušit vysílání srbské televize a rádia, neboť kanál považovalo za blízký politice Socialistické strany Srbska a Slobodanu Miloševićovi. To vedlo k několika útokům na důležité budovy (nejznámějším a nejkontroverznějším pak byl útok na hlavní budovu televize), včetně Avalské televizní věže. Útok speciální[zdroj?] bombou přišel 29. dubna 1999, šlo o jednu z nejhlasitějších explozí v okolí Bělehradu.[zdroj?] Až do útoku z 11. září 2001 se jednalo o nejvyšší budovu zničenou při násilné akci.[zdroj?]

## Obnova věže
V roce 2004 byly vypsány sbírky na obnovu věže na jejím původním místě, rok poté se začalo s přípravou místa a 21. prosince 2006 byla zahájena vlastní stavba. Původním termínem dokončení byl srpen 2008, ale během prací došlo k průtahům, dokončena byla koncem října 2009. Nová věž byla vybudována přesně podle projektů té původní.[zdroj?]